# David Katoatau
David Katoatau (nascido em 17 de julho de 1984) é um levantador de peso kiribatiano. Representou o Kiribati nos Jogos Olímpicos de Verão de 2016, na categoria até 105 kg.
No Campeonato Mundial de Halterofilismo de 2007, se classificou em trigésimo sétimo na categoria até 85 kg, com um total de 281 kg.
Classificou-se em quarto na categoria até 85 kg no Campeonato da Oceania de Halterofilismo, com total de 292 kg.